# Астрал. Новые души
«Астрал. Новые души» (индон. Kalian Pantas Mati, буквально «Все должны умереть») — индонезийский фильм ужасов 2022 года, снятый режиссёром Гинанти Роной, представляющий собой ремейк южнокорейского фильма 2014 года О Ин Чхоля «Траурная могила». Премьера фильма состоялась 13 октября 2022 года. В России фильм вышел 4 января 2024 года.

## Сюжет
Старшеклассник Ракка обладает сверхъестественными способностями: он способен видеть призраков и духов. Эта способность мучает его, так как призраки постоянно приходят к нему за решением своих проблем. Из-за этой способности он подвергается буллингу в школе. Ракка решает переехать в Богор и жить со своим дядей Аджатом, который тоже обладает такой способностью. Затем Ракка встречает призрак девушки Дини — единственный, который может понять Ракку. Дини забыла своё прошлое, и у неё нет цели в жизни; Ракка, сочувствуя ей, решает помочь ей всё вспомнить. Тем временем в школе его начинает преследовать призрак таинственной девушки. Ему удаётся выяснить, что она мстит своим обидчикам за буллинг. Вскоре он понимает, что сила призрака растёт с каждым днём и теперь он хочет забрать себе души всех школьников.

## В ролях
- Зи Асадель[англ.] — Дини
- Грасиелла Эбигейл[индон.] — Дини в детстве
- Эмир Махира[индон.] — Ракка
- Эндрю Барретт[индон.] — Додит
- Энджел Сиантури[индон.] — Соня
- Исзур М[индон.] — Дудунг
- Рандхика Джамиль[индон.] — Аджат
- Кезия Кэролайн[индон.] — Нара
- Фарандика[индон.] — Нино
- Габи Варуу[индон.] — Ванесса
- Дженни Джанг[индон.] — Тара
- Арийо Вахаб[индон.] — мистер Дидик
- Джошуа Ранденган[индон.] — студент

## Восприятие
В 2023 году актриса Зи Асадель была номинирована на индонезийскую кинопремию «Пиала Майя 2022» как «восходящая звезда».
Автор издания «Детик» Аниндьядеви Аурелия отмечает, что фильм полностью удовлетворит поклонников жанра и непременно заслуживает кинотеатрального просмотра. Похвалы критика удостоились молодые исполнители ведущих ролей, а также игра более опытного Эмира Махиру, вернувшегося на экраны после почти 10-летнего перерыва.